# الكسندر هاتريك
الكسندر هاتريك (بالإنجليزية: Alexander Hatrick)‏ هو سياسي نيوزلندي، ولد في 29 أغسطس 1857، وتوفي في 30 يوليو 1918.